# Wasiłka Stoewa
Wasiłka Rafaiłowa Stoewa, bułg. Василка Рафаилова Стоева (z domu Małuszewa, [Малушева]; ur. 14 stycznia 1940 w Kotelu) – bułgarska lekkoatletka specjalizująca się w rzucie dyskiem, uczestniczka letnich igrzysk olimpijskich w Monachium (1972), brązowa medalistka olimpijska w rzucie dyskiem.

## Sukcesy sportowe
- sześciokrotna mistrzyni Bułgarii w rzucie dyskiem – 1967, 1968, 1969, 1970, 1971, 1973[1]

| Rok  | Miasto    | Zawody                         | Konkurencja  | Wynik         |
| ---- | --------- | ------------------------------ | ------------ | ------------- |
| 1972 | Monachium | Igrzyska olimpijskie           | rzut dyskiem | brązowy medal |
| 1974 | Rzym      | Mistrzostwa Europy             | rzut dyskiem | 8. miejsce    |
| 1976 | Bydgoszcz | Memoriał Janusza Kusocińskiego | rzut dyskiem | 2. miejsce    |

## Rekordy życiowe
- rzut dyskiem – 64,34 – Monachium 10/09/1972[2]